# Pavetta dolichantha
Pavetta dolichantha är en måreväxtart som beskrevs av Cornelis Eliza Bertus Bremekamp. Pavetta dolichantha ingår i släktet Pavetta och familjen måreväxter. Inga underarter finns listade i Catalogue of Life.